# Fell for You (Otis Mix)
Fell for You (Otis Mix) è un singolo del gruppo punk rock statunitense Green Day, pubblicato il 4 agosto 2017.
Il brano contenuto è una versione alternativa di Fell for You, estratto dall'album ¡Uno!. Il singolo è uscito cinque anni dopo rispetto all'album, ed è stato prodotto nello studio Otis di Oakland, in California, lo stesso dove registrarono in precedenza Revolution Radio.

## Tracce
1. Fell for You (Otis Mix) – 3:08

## Formazione
Musicisti
- Billie Joe Armstrong – chitarra, voce
- Mike Dirnt – basso
- Tré Cool – batteria
- Jason White – chitarra

Cast tecnico
- Rob Cavallo – produttore
- Chris Lord-Alge – missaggio
- Chris Dugan – ingegnere del suono